# Pierluigi Collina
Pierluigi Collina, italijanski nogometni sodnik, * 13. februar 1960, Bologna (Italija).

## Življenjepis
Pierluigi se je kot edini otrok rodil mami Luciani in očetu Elii leta 1960 v Bologni. Oče Elia, je bil zaposlen v lokalni izpostavi italijanske gospodarske zbornice v Bologni, mati Luciana je bila pred upokojitvijo učiteljica razrednega pouka v osnovni šoli. 
Pierluigi se je v mladosti bolj kot nogometu posvečal košarki, ki jo je aktivno igral do srednje šole. V srednji šoli se je začel bolj zanimati za nogomet, čeprav ni nikoli dosegel pomembnejših rezultatov v tem športu. Cerkveni nogometni klub Don Orione je bil prvi in predzadnji, katerega član je bil Pierluigi Collina. Ob koncu gimnazije je »prestopil« v Pallavicini, prav tako majhen in nepomemben klub iz Bologne.

### Študijska leta in selitev v Viareggio
Leta 1984 je Pierluigi Collina diplomiral na Ekonomski fakulteti v Bologni, istočasno pa je začel kariero nogometnega sodnika v tretji italijanski ligi. Na fakulteti je spoznal bodočo ženo Gianno. Nekaj let sta živela v Bologni, nato pa sta se poročila in leta 1991 preselila v Viareggio, kjer z dvema hčerkama živita še danes.
Takrat je Collina delal kot ekonomist v lokalnem podjetju, ki se ukvarja z računovodskimi storitvami. Septembra 1995 je že redno sodil v prvi italijanski ligi.

### Kariera nogometnega sodnika
Tri leta je bil Collina sodnik v območni in regijski ligi, v Bologni in okolici. Zaradi talenta in karizme je hitro napredoval.
V sezoni 1987/1988 je sodil tekme tretje italijanske lige, po treh letih v najnižji profesionalni ligi v Italiji pa je več kot uspešno opravil še šolanje za sodnika z A in B licenco. Kasneje je vodil 38 tekem v ligi C1 in 22 tekem v ligi C2 (boljša in slabša tretja italijanska liga), kar je bilo dovolj, da je lahko nadaljeval kariero v drugi ligi. Ta je v Italiji po zahtevnosti praktično enaka elitni Serie A. Leta 1990 je sodeloval na poletnem kampu Sportilia, kjer se vsako sezono zberejo najboljši italijanski nogometni sodniki. 
15. decembra 1991 je vodil prvo tekmo v »Serie A«. V Veroni je sodil srečanje med istoimenskim domačim prvoligašem in Ascolijem. Do konca sezone 1991/1992 je Collina zbral kar osem tekem med najboljšimi italijanskimi klubi, kar je še vedno rekordno število za sodnika, ki je imel status prvokategornika šele prvo sezono.
V sezoni 1995/1996 se je začel njegov »prodor« v Evropo. Po vsega 43 odsojenih tekmah italijanske prve lige (v štirih sezonah) ga je namreč doletela čast, brez katere danes zagotovo ne bi bil ikona sodobnega nogometa. Italijanska nogometna zveza ga je predlagala sodniški organizaciji pri Mednarodni nogometni zvezi (FIFA) kot najbolj nadarjenega sodnika Italije. FIFA je preučila njegove tekme in mu podelila status mednarodnega sodnika.
Prvo mednarodno tekmo je Collina sodil v Ankari, kjer je 8. marca 1995 vodil finale svetovnih vojaških iger med Turčijo in Francijo. Prvo tekmo evropskega pokala je sodil že julija istega leta, ko je vodil tekmo pokala intertoto med Karlsruher SC in Sheffieldom, dva meseca kasneje pa je bil delegiran tudi na prvo tekmo pokala UEFA. Takrat je v bolgarskem Plovdivu sodil na dvoboju Botev – Sevilla.
Kasneje je sodil tudi na olimpijskih igrah Atlanti. V Sloveniji je Collina sodil enkrat in sicer na tekmi med Mariborom Pivovarno Laško in turškim podprvakom Bešiktašem. Tekma je bila 27. avgusta leta 1997 v Ljudskem vrtu. Tekmo so s 3:1 dobili Turki in se uvrstili v zadnji predkrog kvalifikacij za ligo prvakov. Na sojenje Colline ni bilo pripomb.

### Konec kariere
Starostna omejitev Mednarodne nogometne zveze, ki je bila v preteklosti 48 let, je sedaj zaradi večje konkurence in boljše telesne pripravljenosti sodnikov pri 45 letih. Tako je bilo evropsko prvenstvo v nogometu 2004 zadnji turnir na katerem je sodil Pierluigi Collina. Kasneje je italijanska nogometna zveza samovoljno dvignila starostno mejo za sodnike na 46 let, kar pa je sprožilo spor s FIFO. Collina se je tako upokojil leta 2006. Zadnja tekma, ki jo je sodil je bila dobrodelna tekma Soccer Aid, ki jo je vodil maja 2006.

## Nagrade
- najboljši sodnik začetnik v Italiji (sezona 1991/92)
- najbolje medijsko ocenjeni sodnik italijanske lige (sezoni 1996/97 in 1998/99)
- najboljši italijanski sodnik po izboru igralcev (1997, 1998, 2000, 2003)
- najboljši sodnik na svetu po izboru Svetovne zveze nogometne statistike in zgodovine (v letih 1998, 1999, 2000, 2003)
- častni doktorat Univerze Hull v Angliji (2004).

## Zanimivosti
Značilna pleša Pierluigija Colline je posledica bolezni (alopecia generalisata), zaradi katere je konec osemdesetih let 20. stoletja izgubil vse lase in dlake.